# 3769 Arthurmiller
3769 Arthurmiller este un asteroid din centura principală, descoperit pe 30 octombrie 1967 de Luboš Kohoutek și A. Kriete.